# 레이시 나이마이어
레이시 펄 나이마이어(영어: Lacey Pearl Nymeyer, 1985년 10월 29일 ~ )는 미국의 수영 선수이다. 2008년 베이징 올림픽에 출전했다.

## 수영 경력
나이마이어는 2007년 세계 수영 선수권 대회 800m 자유형 계주에서 금메달을 땄다.
나이마이어는 2008년 베이징 올림픽 400m 자유형 계주에서 은메달을 땄다. 나이마이어는 개인전에서도 활약했고, 100m 자유형에서 종합 12위를 했다.
나이마이어는 2009년 로마 세계 선수권 대회 800m 자유형 계주에서 2위를 했다.

## 같이 보기
- 올림픽 수영 여자 메달리스트 목록
- 수영 계영 800m 세계 기록 추이